# Canal Sur Radio
Canal Sur Radio és una emissora de ràdio pública andalusa gestionada per la RTVA que emetre a l'àmbit d'Andalusia.

## Història
El 28 de febrer de 1988, fent-se coincidir amb el Dia d'Andalusia, van començar les emissions en prova, per a totes dues cadenes: Canal Sur Uno; que era exclusiu per a la música, i Canal Sur Dos, que era de servei públic i contingut generalista. Amb el noticiari de la Direcció de Serveis Informatius de Canal Sur, anomenat: Punto Sur, sota la conducció de la periodista radiofònica d'Almeria, Beatriz Senosiáin, van començar les emissions oficials per a totes dues cadenes l'11 de novembre de 1988.
En els seus inicis, Canal Sud Ràdio inicialment es va dividir en dos esquemes, nivell cultural mig-alt amb música pop i rock (Canal Sur Uno) i nivell cultural mig-baix amb música espanyola i predominantment andalusa (Canal Sur Dos), si bé no va tenir èxit, ja que l'oposició la va titllar com una ràdio per a rics i una altra per a pobres.
Pels seus micròfons han passat periodistes com Carlos Herrera Crusset, (presentant el matinal a mitjans 90), Luis Baras (amb programes nocturns o el Ria Pitá), Manolo Gordo amb "La Noche Más Hermosa", Carmen Abenza amb "El Patio", el primer programa matinal de la cadena, María del Monte amb "Vamos Juntos" durant una temporada als matins, Irma Soriano també als matins a la fi dels 90, i fins i tot Marifé de Triana va tenir el seu programa en els inicis de la cadena en 1990 ("lo que yo más quiero", de cobles), i altres presentadors que encara segueixen en l'emissora com són Pepe Da Rosa (actualment en El Público), Jesús Vigorra, o Rafael Cremades, també present des dels inicis i actualment presentant el matinal de la cadena "Aquí Estamos", rellevant a la morta Olga Bertomeu qui va estar també unes temporades a "Habla con Olga"
De matinada, també té altres programes de contingut més íntim com el presentat per Antonio Catoni "Para tí", i fins i tot programes dedicats a les músiques del món, amb Jesús Barroso, o a la Zarzuela.
També des dels seus inicis, té espais religiosos de diversos minuts abans de les 6 o 7 del matí ("Palabras para la vida", catòlic) i evangèlic ("Diálogos con la verdad", a les 0H els caps de setmana), i en temporades dedica gran part de la seva programació a esdeveniments relacionats amb la cultura popular andalusa, com el Carnestoltes (amb desconnexions), Setmana Santa, El Rocío o el toreig, el qual s'allarga durant tota la primavera fins a l'inici de la tardor, compaginant amb el futbol, una altra part vertebral de la cadena des dels seus inicis, amb La Jugada.
En l'actualitat, és una ràdio generalista que compta amb magazins, programes culturals i musicals, esports i informatius. Destaca en ella la participació de l'oïdor mitjançant contestadors dels diferents programes i intervencions en directe.
L'audiència de Canal Sur (EGM) es manté estable entorn dels 300.000 oïdors, sent la tercera ràdio generalista més sentida a Andalusia, per darrere de SER i COPE, i per davant d'Onda Cero i RNE.

## Freqüències de Canal Sud Ràdio[5]
Província d'Almeria
- Aguadulce: 95.4 FM
- Almeria: 104.8 FM
- Berja: 99.3 FM
- Carboneras: 98.6 FM
- Dalías: 97.6 FM
- Los Vélez: 99.7 FM
- Macael: 96.3 FM
- Mojácar: 92.6 FM

 Província de Cadis
- Alcalá de los Gazules: 106.7 FM
- Barbate: 103.3 FM
- Cadis: 97.4 FM
- Campo de Gibraltar: 105.6 FM
- Jerez de la Frontera: 99.0 FM
- Prado del Rey: 91.5 FM
- Torre Alháquime: 104.3 FM
- Ubrique: 105.6 FM
- Vejer de la Frontera: 91.1 FM

 Província de Còrdova
- Còrdova: 103.6 FM
- Cabra: 100.8 FM
- Priego de Córdoba: 99.7 FM
- Puente Genil: 104.1 FM
- Valle del Guadiato y Los Pedroches: 94.3 FM

 Província de Granada
- Almuñécar: 100.0 FM
- Alpujarra Granadina: 103.5 FM
- Baza: 95.1 FM
- Granada: 104.9 FM
- Guadix: 103.8 FM
- Loja: 96.6 FM
- Motril/Calahonda: 97.8 FM
- Puebla de Don Fadrique: 103.8 FM
- Vélez de Benaudalla: 100.7 FM

 Província de Huelva
- Aracena: 104.9 FM
- Rociana/El Condado: 98.4 FM
- Huelva: 104.5 FM
- Sierra de Aracena: 94.0 FM
- Villablanca: 98.6 FM

 Província de Jaén
- Alcalá la Real: 106.2 FM
- Jaén: 100.6 FM
- La Puerta de Segura: 102.8 FM
- Santiago de la Espada: 96.2 FM

 Província de Màlaga
- Archidona: 104.8 FM
- Màlaga: 104.6 FM
- Marbella: 98.5 FM
- Pizarra: 102.5 FM
- Ronda: 100.6 FM
- Vélez-Málaga: 87.6 FM

 Província de Sevilla
- Écija: 90.6 FM
- Estepa: 94.1 FM
- Sevilla: 105.1 FM
- Sierra Norte: 104.2 FM